# Prasutagus
Prasutag (latinsky Prasutagus ,? – cca 60) byl král britského kmene Icenů, který vládl s podporou Říma bezprostředně po invazi v roce 43. 
Část historiků věří, že byl jedním z jedenácti britských vůdců, kteří se během invaze vzdali bez boje Claudiovi, zatímco jiní se domnívají, že byl dosazen Římany. Starověké prameny uvádějí, že jeho vláda byla dlouhá a úspěšná. 
Za ženu měl Boudiccu. V závěti jmenoval jako následnice své dvě dcery, se kterými měl Řím spolupracovat. Po smrti krále však Římané ignorovali jeho vůli a rozhodli se převzít jeho království pod svou svrchovanost. Když proti tomu Boudica vystoupila, zbičovali ji a její dcery znásilnili. Akt se stal podnětem pro velkou vzpouru královny proti Římu v letech 60 až 61.